# Gymnodanio strigatus
Gymnodanio strigatus es una especie de peces de la familia de los  
Cyprinidae en el orden de los Cypriniformes.

## Morfología
- Los machos pueden llegar alcanzar los 6,5 cm de longitud total.
- Número de  vértebras: 40-41.[1]

## Hábitat
Es un pez de agua dulce y de clima subtropical.

## Distribución geográfica
Se encuentran en Asia: cuenca del río Mekong en Yunnan (China).